# Apega
Apega oznacza pierwszą żelazną dziewicę. Nazwa ta związana jest z tyranem Sparty, Nabisem (u władzy w latach 207–192 p.n.e.). Według relacji Polibiusza polecił sporządzić dziewicę z żelaza odzianą w okazałe szaty, która była bardzo podobna do jego własnej żony. Żelazna Apega miała jednakże pod szatami na ramionach, rękach i piersiach spiczaste gwoździe. Odtąd wzbraniającego się od płacenia daniny obywatela brała w objęcia żelazna Apega dopóki nie uległ albo umarł.

## Literatura
- Norbert Borrmann: „Lexikon der Monster, Geister und Dämonen”, Berlin, 2000 ISBN 3-89602-233-4.
- E. T. Sage: An ancient robotette. In: Classical journal, Bd. 30, 1935, S. 299–300.